# 合州 (广东)
合州，中国南北朝时设置的州。
南朝梁梁武帝普通四年（523年）分越州置合州，治所在徐闻县（今广东省雷州市）。辖境约当今广东省雷州半岛。太清元年（547年）改为南合州。隋朝开皇九年（589年），隋灭南陈，又改南合州为合州，置海康县。大业初年，废州，为合浦郡地。唐朝武德四年（621年）設置南合州，改称東合州。貞觀八年（634年），東合州改称雷州。